# Teleostomi
Teleostomi é um clado dos animais vertebrados mandibulados que inclui os tetrápodes, peixes ósseos, e os totalmente extintos peixes acantodianos. Principais características deste grupo incluem o opérculo e um único par de aberturas respiratórias, recursos que foram perdidos ou modificados em alguns representantes mais tarde. A clade Teleostomi abrange todos os vertebrados com mandíbula, exceto o condropterígeos e o placodermo.
O clado Teleostomi não deve ser confundido com os peixes do clade Teleostei.

## Taxonomia e filogenia
Subfilo Vertebrata
├─ (sem classificação) Gnathostomatomorpha
└─ Infrafilo Gnathostomata
├─ Classe Placodermo - extinta (gnatostomados blindados)
└ Microfilo Eugnathostomata (vertebrados com mandíbula)
├─ Classe Chondrichthyes (peixes cartilaginosos)
└─ (sem classificação) Teleostomi
├─ Classe Acanthodii - extinta ("tubarões espinhosos")
├ Superclasse Osteichthyes dos peixes (ósseos)
├├─ Classe Actinopterygii (peixes com nadadeiras raiadas)
├└─ Classe Sarcopterygii (peixes com nadadeiras lobadas)
└ Superclasse Tetrapoda
├─ Classe Amphibia (anfíbios)
└ (sem classificação) Amniota (tetrápodes com ovo amniótico)
├─ Classe Sauropsida (répteis ou sauropsídeos)
├└─ Classe Aves (aves)
└─ Classe Sinápsida
└─ Classe Mammalia (mamíferos)
Note: as linhas mostram relações evolutivas.

## Origens

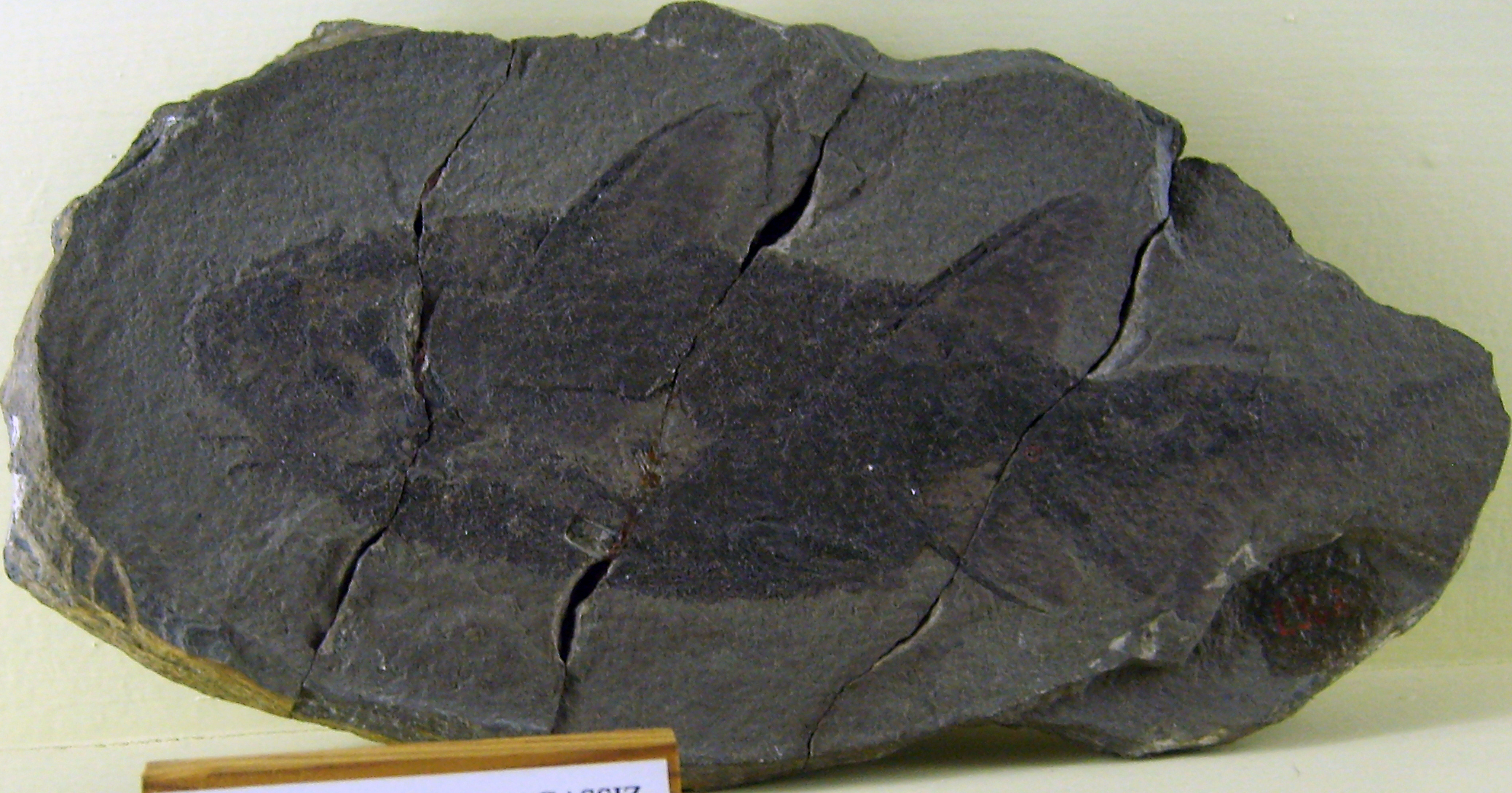
Fóssil de um Acanthodii

As origens dos teleostomi são obscuras, mas seus primeiros fósseis conhecidos são dos acantodianos ("tubarões espinhosos") a partir do Período Ordoviciano Superior. Os teleostomi ainda vivos constituem o clado Euteleostomi que inclui todos os osteíctios e tetrápodes. Mesmo após a acantodianos pereceram no final do Permiano, seus antecedentes euteleostomi floresceu tal forma que hoje compõem 99% das espécies vivas de vertebrados.

## Características físicas
Teleostomes tem duas adaptações importantes que dizem respeito a respiração aquática. Primeiro, os teleostomi provavelmente tiveram algum tipo de opérculo. O desenvolvimento de um único orifício respiratório, parece ter sido um passo importante. A segunda adaptação, os teleostomi também desenvolveu uma bexiga natatória e à capacidade de utilizar o gás oxigênio atmosférico, se primeiramente para flutuabilidade. A principal função da bexiga é manter o peixe na flutuabilidade neutra. Mais tarde, estas bexigas natatórias vai evoluir e modificar para pulmões, existentes nos tetrápodes.
Os acantodianos e actinopterígeos compartilham com a característica de três otólitos, o sagitta no sáculo, o asteriscus no lagena e o lapillus no utrículo. Em dipnóicos há apenas dois otólitos e em latimeria há apenas um.